# Рубець Олександр Іванович
Олекса́ндр Іва́нович Рубе́ць (13 жовтня 1837, м. Чугуїв, нині Харківської області, Україна — 11 травня 1913, м. Стародуб, нині Брянської області Російська Федерація) — український фольклорист, хоровий диригент, педагог. Закінчив Петербурзьку Консерваторію (1886), у якій пізніше викладав теорію музики та хоровий спів.
Видав збірник «Сборник украинских народных песен» (1870), і «Двести шестнадцать народных украинских напевов» (1872). Автор підручників з теорії музики та хорового співу. Зб. Р. користувався П. Чайковський, вибираючи з них мелодії для 2 симфонії, 2 фортепіанового концерту та опери «Мазепа».
У середині 1890-х років втратив зір, оселився у родовому маєтку під Стародубом у Чернігівській губернії, на власні кошти утримував музичну і художню школи.

## Родовід
Рід Рубців відноситься до найзнаменитіших козацьких родів Стародубщини. Рубці відомі в історії краю починаючи з XVI ст. За часів Речі Посполитої стародубський шляхтич Ілько Рубець володів селами Істобки, Бобки, Чорноокою та Шамівкою на території майбутньої Топальської сотні Стародубського полку, а у другій половині XVII ст. козацький старшина Михайло Рубець заснував село Лакому Буду на території сучасного Климівського району, «на будищі в ґрунті Микулицькім». Серед предків Олександра Рубця були й стародубські полковники, і навіть український гетьман Павло Полуботок приходився йому родичем. Прізвище Рубців було настільки відомим на Стародубщині, що у місті Стародубі існував навіть окремий район — Рубцівка, який знаходився за міською греблею.

## Біографія

### Дитинство та юнацтво
Народився Олександр Рубець 13 жовтня 1837 року у місті Чугуєві Харківської губернії, де тоді служив його батько. Нянькою малого Сашка була селянка зі Стародубщини, від якої майбутній український композитор у своєму дитинстві почув багато народних пісень, легенд та оповідань рідного краю. Трохи підрісши, хлопець Олександр уже із захопленням слухав розповіді свого батька та мати, від яких він довідувався про героїчну долю власних предків. У хаті Рубців частими гостями були бандуристи та лірники, пісні яких залишили незгладимий слід в душі маленького хлопця. Ставши дорослим, Олександр Рубець сам навчиться грати на бандурі, а легенди та казки, що розповідала йому колись старенька нянька, видасть друком окремою книжкою у Стародубі.
Навчається Олександр Рубець у Харківській та Київській гімназіях. Після смерті батька у 1854 році родина Рубців повертається жити на рідну Стародубщину, на хутір Іскрівку Стародубського повіту. З цієї пори Олександр Рубець, де б він не був, завжди повертається до рідного краю, він, так само як і його старший сучасник, Олексій Толстой, назавжди закохується у Стародубщину, та вважає її своєю справжньою батьківщиною. 1858 року Рубець розпочинає навчання у Ніжинському ліцеї, але як сам згадував потім: «лінувався, більше займався співом, записував українські пісні, унаслідок чого закінчив ліцей з чином XIV класу» (тобто найнижчим). З цього часу українська пісня стає головним закоханням Олександра. Він поступає до Петербурзької консерваторії, а на канікулах відправляється у подорожі по українських землях, збираючи та обробляючи народні пісні. Майже всі увертюри, що написав за своє життя Олександр Рубець, були, значною мірою, майстерними обробками народних пісень України. Літом 1868 року Рубець збирає українські пісні на Кубані, видавши по поверненні статтю «Декілька слів про малоросійські народні пісні» в альманасі «Музичний сезон». Літом наступного року Рубець збирає українські пісні у центральній Україні, а 1870 року покладає на музику чудову поезію Тараса Шевченка «Думи мої, думи мої», та випускає друком «Збірник українських народних пісень».

### У Петербурзькій консерваторії

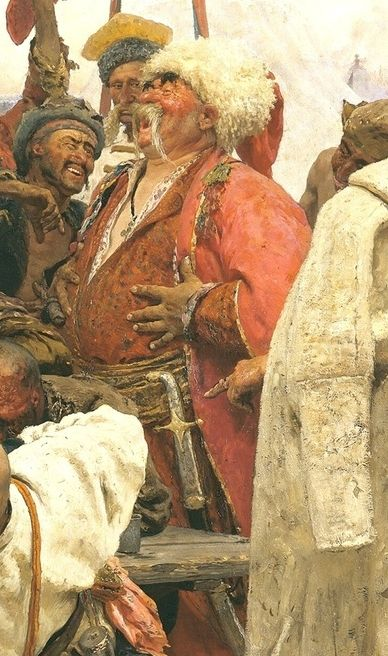
Козак, списаний з Рубця, на картині Рєпіна «Запорожці пишуть листа турецькому султану».

Закінчивши 1866 року консерваторію, Рубець залишається там викладачем елементарної теорії та сольфеджіо. Підручники, які написав Рубець для викладання цих дисциплін, користувалися великою пошаною у професорів Петербурзької консерваторії навіть за радянських часів, а сам Рубець став професором консерваторії 1879 року. Українська музична культура залишається для Олександра Рубця завжди на чільному місці. Він друкує нові збірки «Двісті малоросійських пісень» та «216 українських народних наспівів», «Збірник народних танців (Козачки)». 1874 року Олександра Рубця офіційно командировано консерваторією для збору українських народних пісень у Чорноморський край та південні губернії Росії. Авторитет Рубця в галузі української музики настільки великий, що з ним консультуються найвідоміші російські композитори при створенні своїх творів з українського життя. Так Рубець допомагає Петру Чайковському у створенні опер «Мазепа» та «Черевички», а Римському-Корсакову у його праці над оперою «Майська ніч». Поглинання у світ Миколи Гоголя під час цієї праці призвело до написання Олександром Рубцем музичного «Гімну Гоголю» до ювілею письменника.
Та з кожним роком все більше та більше хочеться Олександру Рубцю покинути імперський Петербург та назавжди оселитися на рідній Стародубщині, серед своїх земляків. Все більше часу проводить Олександр Рубець у рідному Стародубі, про який не забував ніколи, та постійно відвідував усе своє життя. 1878 року до Рубця в Стародуб двічі приїжджає на гостину художник Ілля Рєпін, який у цей час збирається працювати над картиною «Запорожці пишуть листа турецькому султанові». Колоритна козацька постать Олександра Рубця так захоплює художника, що стародубський композитор стає прототипом одного з героїв цієї картини.
Вельми турбувала Олександра Рубця доля рідного міста — колись, за часів Гетьманщини, квітучого Стародуба, а тепер занедбаного провінційного кутка імперії. Багато зусиль покладає Рубець для відродження міста. За його допомогою у Стародубі будується перший бульвар, де насаджуються дерева, які незабаром перетворять цей бульвар у розкішний парк, який вдячні стародубці зватимуть неофіційно «Парком Рубця». Їздить Олександр Рубець і по стародубських селах, шукаючи там талановитих юнаків i дівчат з музичним слухом, та за свій кошт відправляє їх на навчання до Петербургу. Серед учнів Рубця зі Стародубщини будуть і відомі згодом співаки — Петро Левандо та Костянтин Ісаченко (майбутній професор Ленінградської консерваторії, родом з села Ломаківці Стародубського повіту).

### Повернення на рідну Стародубщину
1895 року Олександр Рубець важко захворює на катаракту очей. Після невдалої операції він назавжди осліпне. Але важка недоля не зломить Рубця. Він приймає рішення назавжди перебратися до Стародуба, та присвятити останні роки свого життя цілком рідному місту. У Петербурзі він залишає на зберігання директорові Публічної бібліотеки В. В. Стасову біля шістьох тисяч записів ще ненадрукованих народних пісень. Коли ж через деякий час Рубець потрібував повернути йому ці записи, йому відповіли, що за бібліотекою вони не числяться. Для Рубця це було страшною звісткою, і, можливо, наблизило його кончину. Маючи непогану пенсію, майже всю її Рубець витрачає на відбудову рідного Стародуба. Не кожна здорова людина могла зробити стільки, як цей «великий сліпий». У своїй хаті він влаштовував публічні концерти та заняття народного хору, який створив, а у флігелі були розташовані музична та рисувальна школи та курси кроїння і шиття. У селі Буді Корецькій, де Рубець відпочиває щоліта, за його кошт будується сільська школа, а у Стародубі виникає перший кінотеатр. Стародубська учителька М. Ф. Середа записує з його слів стародубські народні легенди та перекази, які він чув у дитинстві від няньки та збирав по Стародубщині пізніш, а 1911 року, за два роки до смерті, він видає ці записи у Стародубі окремою книжкою «Перекази, легенди та сказання Стародубської сивої старовини». Під час своїх подорожей Стародубщиною Олександр Рубець збирав не лише українські пісні та оповідання. Були ним записані й пісні білоруських переселенців, а у селі Литовську, де мешкали потомки етнічних литовців, що потрапили сюди ще з часів Великого Литовського князівства, він записав місцеву «лицарську» легенду, у якій розповідається про «литовську королеву Ядвігу, княжну Беруту, князя Сянчила та лицаря Врата-Смеладовича з-під Вільнюса».
15 січня 1908 року Олександр Рубець відкрив у Стародубі з'їзд спадкоємців гетьмана України Павла Полуботка, до яких належав і сам, і на який прибуло 350 гетьманських нащадків. Цей з'їзд обговорив питання про повернення з Англії скарбів гетьмана, що нібито у 1720 році були здані його синами, під час переслідування Петром I їхнього батька, на зберігання в банк Ост-Індської компанії. (Див. Золото Полуботка).

### Смерть і посмертна пам'ять

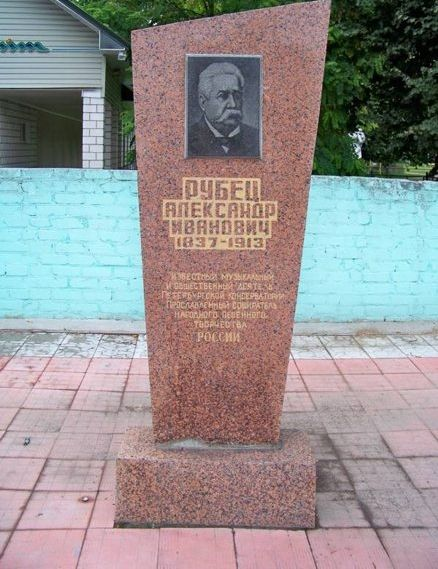
Меморіал Рубця в стародубському парку, який він колись насадив.

Помер Олександр Рубець 11 травня 1913 року, та був похований на цвинтарі стародубської Вознесенської церкви. Вдячно згадували стародубці про свого великого земляка, особливо за розкішний «Парк Рубця», який він насадив, та який став улюбленим місцем прогулянок та розваг мешканців міста. Але російські більшовики, захопивши владу на Стародубщині, зробили усе можливе, аби знищити з пам'яті стародубців будь-яку згадку про великого українця. «Парк Рубця» став тепер «Парком імені Щорса», а вулиця, де жив Рубець, і де, нехай і у занедбаному стані, зберігся його дім, називається тепер іменем сумнозвісного Мойсея Урицького, голови Петроградської ЧК, який ніколи не бував на Стародубщині. Вже після другої світової війни була знищена радянською владою і Вознесенська церква, а разом з нею затоптана у асфальт і могила Олександра Рубця та вкрадений чудовий пам'ятник з неї. Лише з початком Перебудови в СРСР почала відновлюватися пам'ять про Рубця. Повернули музичній школі у Стародубі ім'я Рубця (бо він її заснував). Зробили у парку Щорса символічну могилу — бо справжньої так і не знайшли. Але стародубський краєзнавець та популяризатор імені Рубця, автор книги «Серце, що віддане людям: Повість про О. І. Рубця» Георгій Метельський так написав про цю могилу:
|  | «Носиться над нею пил, що піднімається вітром, і колишуться декілька жалюгідних квіточок. Ніхто не доглядає їх, ніхто не витирає пил з пам'ятника цьому великому працівнику. Як же це сумно, мої дорогі земляки…». |

### Цікаві факти
На пам'ятному знаку на честь О. Рубця в Стародубі повідомляється (рос. мовою): «Прославлений збирач народної пісенної творчості РОСІЇ». Хоча Рубець був у першу чергу українським фольклористом, згадувати про це в сучасному російському Стародубі не рекомендується.